# Río Linzor
El río Linzor es un curso natural de agua que nace en la falda poniente del volcán Linzor, casi en la frontera internacional de la Región de Antofagasta y fluye hasta desembocar en el río Toconce de la cuenca del río Loa.

## Trayecto
El río Linzor nace en las laderas del occidentales del cordón limítrofe internacional, en el volcán del mismo nombre,: 127  del que toma también su nombre inicialmente. Fluye hacia el oeste para unirse al río Toconce.

## Caudal y régimen
Existe una captación para agua potable desde la cuenca del río Linzor. La captación está a 4.128 m s. n. m. y posee derechos por 50 lt/s. Se capta en la parte superior de la cuenca del río Loa porque allí la calidad del agua es mejor.: 3–97 

## Historia
Luis Risopatrón lo describe en su Diccionario Jeográfico de Chile en 1924 sobre su origen:: 238 
Línzor (Ojo de agua de) 22° 12' 68° 01'. Revienta con 30° C de temperatura, en los oríjenes del rio de Toconce, en las vecindades del sendero que conduce de las vegas de Inacaliri a Copacoya. 2, 31, p. 166.